# 피를 마시는 새
《피를 마시는 새》는 대한민국의 판타지 소설가인 이영도의 장편 소설이다. 《눈물을 마시는 새》의 후속작이다.
이 작품에서는 전작에 등장한 종족. 레콘들의 이야기를 위주로 진행된다. 자립하여 혼자서 숙원을 혹은, 신부를 찾아 살기만 하던 레콘들에게 집단이라는 개념이 부여되고 그들의 삶에는 변화가 일기 시작하는 것. 그리고 그 과정을 몇몇 인물을 통해서 관찰하게끔 한다.

## 배경
눈물을 마시는 새 이후 오십여 년 후의 이야기를 다룬다.
전작에서 북부의 왕으로 등극한 사모 페이. 그녀 이후 제위에 오른 원시제 그리미 마케로우는, 아라짓 왕국을 어느 누구도 생각해보지 못했던 '제국'이라는 것으로 탄생시킨다. 그러나 심장을 적출하지 않은 원시제는 나가답지 않은 젊은 나이에 요절하고, 그 뒤를 이어 그녀가 지명한 나가 후계자인 치천제가 황제의 자리에 오른다. 치천제는 엘시 에더리(대장군)를 시켜 타이모의 분리주의라는 이름 아래에 모인 레콘들을 수장시키거나 절망도(섬)에 유폐시고, 규리하의 변경백 아이저 규리하를 중심으로 하는 서약 지지파들을 패퇴시키는 등, 많은 피를 부르는 황제가 된다.
검은 색 깃털을 가진 레콘인 지멘은 신부탐색자였다. 그는 세명의 부인이 있었고, 타이모를 네 번째 부인으로 맞이하려고 했다. 지멘은 타이모의 관심을 얻기 위해 분리주의자인 것처럼 위장했다. 그러나 타이모가 황제에 의해 죽게 되자, 충격으로 지멘은 아내들을 모두 버리고 황제 제거를 숙원으로 삼게 된다. 황제의 제거가 목표를 위한 과정중 하나인 아실은 지멘과 동행하게 된다. 지멘은 황제를 처단하기 위해 아실과 함께 하늘누리를 습격, 세금 수송대를 약탈하는 등, 무수한 악행들을 저질러 '황제사냥꾼'이라는 별명을 얻게 된다.
제국의 대장군인 엘시 에더리에게는 음모에 휘말려 죄인으로 살아가는 '부냐 헨로'라는 약혼녀가 있다. 엘시는 황제의 명을 받들어 변경백의 영토인 규리하를 정벌하고, 그것으로 인해 황제의 기분이 좋아져 부냐를 포함한 죄수들의 대사면을 해주기를 은근히 바라지만, 직접적인 대사면 요청은 대장군으로서 옳지 못하다는 이유로 스스로 요청하지는 않는다. 하지만 황제는 엘시와 부냐가 맺어지는 것을 바라지 않았기에 부냐를 풀어주지 않고, 오히려 엘시를 정우(본명은 '비셀스') 규리하와 결혼시켜 규리하를 엘시에게 넘겨줄 계획을 가지고 있다.
엘시가 황제사냥꾼을 쫓아 남쪽으로 떠나고 하늘누리가 발케네로 이동하면서 본격적인 사건이 시작된다.

## 등장인물

### 나가
- 치천제(이라세오날): 현아라짓 제국의 2대 나가 황제이다. 공중도시 하늘누리에서 제국을 다스리며, 차기황제 엘시 에더리를 황제로 만들기 위해 거대한 음모를 꾸민다.
- 데라시 투나: 소메로 투나(마케로우)의 자식. 비스그라쥬 백작이며, 나가이다. 황제의 측근으로 활동하며 여러 가지 음모를 꾸민다.
- 대호왕(사모 페이): 신 아라짓 왕국의 왕. 그녀만을 따르는 스물두 명의 두억시니들에게 보호받으며 하텐그라쥬 부근에 숨어서 지낸다.
- 원시제(그리미 마케로우): 사모 페이의 뒤를 이은 천재적인 지성을 가진 제국의 1대 나가 황제이다. 아라짓 제국을 건설하였다.

### 인간
- 엘시 에더리: 황제의 대장군이며, 부냐 헨로의 약혼자. 제국의 대장군, 제국 만병장, 칼리도백, 차기 황제. 바둑의 달인. 취검 덕분에 스카리 빌파를 제치고 먼저 대장군의 지위에 오르게 된다.
- 이레 달비: 대장군 엘시 에더리의 몸종. 틸러의 종제. 어릴적 시모그라쥬의 나가들에 의해 길러졌으며, 시모그라쥬적 별명은 허수아비. 190cm의 장신이다.
- 틸러 달비: 제국군 부위. 이레의 종형. 규리하 성 점령 이후 정우를 가까이에서 모시게 된다. 오니 보의 친구.
- 비셀스 규리하: 병약하게 태어나 즈믄누리에서 자라난 아이저의 장녀. 인간이지만 도깨비의 방식으로 행동한다. 도깨비식의 이름인 '정우 규리하' 라고도 불린다.
- 니어엘 헨로: 부냐 헨로의 언니. 제국군의 수교위, 독립중대의 중대장이다. 뛰어난 궁술 실력을 가지고 있다. 그녀의 9014 부대(헨로 부대로 훨씬 많이 알려져 있다) 애기살 집중사격으로 유명하다.
- 아이저 규리하: 전 규리하의 변경백. 라수 규리하의 형제의 손자이다. 서약지지파의 구심점으로 활동하다가, 황제에게 패퇴하여 발케네로 망명한다.
- 이이타 규리하: 아이저 규리하의 첫째 아들. 아버지를 따라 발케네로 망명한다. 훗날 발케네의 하녀 소리 로베자와 사귀게 된다.
- 시카트 규리하: 아이저 규리하의 둘째 아들. 누나인 비셀스 규리하를 미워하지만, 그 이유는 단지 그녀가 황제에게 받은 변경백의 자리에 앉아있기 때문이다.
- 두르사 돌: 아이저 규리하의 부관.
- 락토 빌파: 그룸 빌파의 아들. 암살공이라고 불리며, 2차 대확장 전쟁 당시에 나가들의 눈을 속이기 위해 만들어졌던 세 개의 도깨비 감투 중 하나의 주인이다.
- 스카리 빌파: 락토 빌파의 아들. 원래 제국의 장군이었으나 큰 실수를 저질러 하늘누리 경비대장으로 강등되고 엘시 에더리에게 출세 가도를 빼앗긴다. 이러한 과거와 엘시 에더리가 부냐 헨로의 약혼자라는 사실 때문에 엘시 에더리를 매우 싫어하며 열등감을 가지고 있다.
- 부냐 헨로: 엘시 에더리의 약혼녀. 아무것도 모르고 반역자들의 편지를 배달하여 죄인이 되며, 백화각(하늘누리의 시체 냉동실)에서 시체를 염하며 지내게 된다. 이후 스카리 빌파가 그녀를 감옥에서 꺼내어 발케네로 데리고 간다.
- 아실: 황제 사냥꾼 지멘의 동료. 지멘과는 철의 대화로 묶여 있다. 분리주의를 추구한다. 타이모와 함께 쥐딤에 모였던 레콘들은 그녀를 나늬라고 불렀다.
- 팔리탐 지소어: 얼굴을 가면으로 가리고 다니는 빌파 가문의 비서. 군령자이다. 두억시니라는 별명이 있다.
- 헤어릿 에렉스: 락토의 사생아. 뛰어난 미모를 지니고 있는 인간 여자이다. 아버지인 락토를 싫어하여, 빌파의 성을 쓰는 대신 어머니의 에렉스 성을 사용한다. 락토 빌파의 죽음 이후, 락토의 유언대로 발케네 대족장의 뿔관을 찾아, 그 안쪽에 보관되어 있던 도깨비 감투를 지니게 된다. 뛰어난 기수.
- 사라말 아이솔: 아라짓 제국의 율형부사. 비정상적인 인물로 알려져 있으며, 그의 동생인 파라말조차도 평가를 거부한다. 가끔 사람 취급을 받지 못한다.
- 파라말 아이솔: 아라짓 제국의 산공부사(후 유수부차사로 승진). 스카리 빌파에게 바둑을 가르치면서 정우 대신 부냐를 납치하게끔 유도한다.
- 시오크 지울비: 유료도로당주 게라임 지울비의 아들. 길을 준비하고 그 길을 걷는 여행자들의 목적은 평가하지 않는 유료도로당의 철칙에 반감을 품고, 그것을 바꾸기 위해 정변을 일으킨다.
- 게라임 지울비: 현 유료도로당주. 아들의 헛된 생각을 꾸짖으며, 아들이 당주가 되지 못하게 하려고 한다.
- 발리츠 굴도하: 판사이의 마립간. 작은 키에도 불과하고 말 위에서만큼은 매우 뛰어난 창술을 발휘한다.
- 아이넬 굴도하: 정우 규리하의 고모. 발리츠 굴도하의 아내. 이레 달비와 비슷한 키와 덩치를 가지고 있다.
- 지키멜 퍼스: 시오크 지울비의 연인. 비나간에서 자신의 증조 할아버지인 노후작 홀빈 퍼스를 몰아낸 후 왕국을 세우고 스스로를 독행왕이라고 칭한다.
- 제이어 솔한: 살인기사라고 불리는 백의의 기사. 바둑을 둔 상대가 계속 죽는 바람에 얻은 별명이다. 실패할 일만 찾아서 시도하는 괴벽을 가지고 있다.
- 베로시 토프탈: 시모그라쥬의 제국군 사령관. 두억시니를 좋아해 두억시니 장군이라는 별명이 있다.
- 오니 보: 틸러의 친구인 유수부원. 운하 공사의 설계를 맡는다.
- 세레지 파림, 위츠 파림 부녀: 시모그라쥬의 정보원 부녀. 이레가 대장군을 구출하는 것을 돕는다. 세레지 파림은 비각술의 달인.
- 레이헬 라보: 제국의 삼고중 하나인 태위. 어느날 홀연 자취를 감추고 동물에 사직서를 써 보내고 있다.
- 지알데 락바이: 제국의 삼고 중 하나인 천경유수. 하늘치 조종을 담당한다. 반전주의를 고집하여 황제에게 버림받는다.
- 시허릭 마지오: 제국의 상장군. 엘시의 빈자리를 대신하여 발케네와의 전투를 지휘한다.
- 테룸 나마스: 제국의 하장군. 기병대를 이끌고 있다.
- 지테를 시아니: 자유무역당의 당주.

### 레콘 (물을 무서워하는 지상 최강의 종족)
- 뭄토: 허약한 체질의 레콘. 별철 병기(접칼)를 갖고도 숙원을 정하지 못했다.
- 지멘: 황제사냥꾼으로 불리는 레콘. 대호의 머리 모양을 한 커다란 망치를 무기로 가지고 있다.
- 쵸지: 엘시가 지멘을 추적하기 위해 불러낸 여섯 명의 레콘들 중의 한 명이다. 나늬를 찾아내어 아내로 맞이하는 것을 숙원으로 하는 레콘. 별철 병기는 삼각철봉.
- 주테카: 엘시가 지멘을 추적하기 위해 불러낸 여섯 명의 레콘들 중의 한 명이다. 정의 실현을 숙원으로 가고 있다. 무기는 철저.
- 론솔피: 엘시가 지멘을 추적하기 위해 불러낸 여섯 명의 레콘들 중의 한 명이다. 황제의 금군이 되는 것이 숙원. 검은 색 레콘이며 무기는 거대한 도끼창이다.
- 준람: 엘시가 지멘을 추적하기 위해 불러낸 여섯 명의 레콘들 중의 한 명이다. 신부 탐색으로 얻은 아내들과 함께 나발칸에서 조용히 살아왔다. 별철 병기는 쌍창.
- 히베리: 엘시가 지멘을 추적하기 위해 불러낸 여섯 명의 레콘들 중의 한 명이다. 발이 물에 젖자 타오르는 불 속에 발을 집어넣어버렸던 일화로 '그을린발' 이라 불리며, 코끼리를 가축화하는 것을 숙원으로 가지고 있다. 무차별학살이라는 이름의 엄청난 무기를 별철 병기로 지니고 있다.
- 야리키: 엘시가 지멘을 추적하기 위해 불러낸 여섯 명의 레콘들 중의 한 명이다. 엘시의 부름에는 응하지 않았다. 낚시를 하는 것이 숙원이다. 정우(비셀스)가 하늘치를 자유자재로 부리는 것을 보고, 정우를 따라다니며 하늘 낚시터를 만들 수 있지 않을까 하고 생각한다. 최후의 대장간에서 레콘 전용의 낚싯대를 받았다.
- 힌치오: 락토 빌파와 일하고 있는 레콘. '이쑤시개'라는 이름의 거대한 양손검을 무기로 가지고 있다. 쥐딤 사건 때 있었던 레콘 중 하나다. 사라티본 부대의 지휘자.
- 아트밀: 사라말의 친구. 치천제의 정신억압에 의해 사라말을 따른다. 무기는 철극이다.
- 팡탄: 엉겅퀴 여단 1대대를 지휘하는 제국군 하장군이며 원하지 않은 비운을 겪게 되는 주인공. 무기는 거대한 유성추.
- 즈라더: 눈물을 마시는 새에도 출연했던 레콘 전사. 이십이금군 중 한명으로, 폭이 2m가 넘는 거대한 양날도끼를 무기로 가지고 있다. 티나한과 철의 침묵을 맹세한 것으로도 유명하다. 지멘에게 죽은 후 그에게 납병을 부탁한다.
- 부악타: 치천제의 금군. 무기는 별철로 만든 활.
- 타이모: 눈물의 마시는 새에 등장했던 모든 이보다 낮은 여신의 신체. 쥐딤에서 레콘 분리주의를 주장하다가 진압당하여 쟁룡해로 던져져서 익사당한다. 여성 레콘이다.
- 다이렌: 민들레 여단의 여단장. 레콘들 중에서도 심각한 수준의 공수증을 가지고 있어서 자신의 요새에서 나오기를 매우 꺼리고 정신 이상적인 행동을 보인다.
- 히도큰: 민들레 여단의 1대대장 하장군. 민들레 여단에서 유일하게 제정신인 것으로 평가받는다.
- 쥘칸: 엉겅퀴 여단의 여단장. 발케네 전쟁에서 활약한다.

### 도깨비 (불을 마음대로 다루며 피를 두려워 하는 두번 죽는 종족)
- 탈해 머리돌: 즈믄누리 무사장. 정우를 끔찍하게 아낀다. 담배를 피울때 뻐끔이라는 발화 장치가 있는 특수한 담뱃대를 사용한다.
- 바우 머리돌: 즈믄누리의 성주. 도깨비 어르신이다. 전작에서도 즈믄누리의 성주였으며, 북부군 상장군이기도 했다.
- 기유 구마리: 몽화각의 도깨비. 관찰하는 습성을 가지고 있으며 그에따른 추리가 뛰어나다.

## 그 외
- 하늘누리: 제국의 공중수도. 하늘누리를 통제하는 유수부, 도깨비들의 거처인 몽화각, 황제와 데라시가 거주하는 벽난로방 등 제국의 모든 것이 모여 있다.
- 라수의 방: 규리하성 지하에 있는 즈믄누리의 일부. 규리하성 어디에서든 문만 있으면 들어갈 수 있는 비밀공간이다.
- 세 번쩨 벽난로방: 하늘누리 어딘가에 있다고 믿어지는 방이다. 그곳에는 수많은 뱀단지와 정신억압자들이 제국 곳곳으로 황제의 황명을 전달하고 있다.
- 사자패주: 암행어사와 같은 역할을 지닌 비밀 작위. 백작과 동급으로 대우되며 근처 자유무역당의 당원들을 동원할 수 있다.
- 도깨비 감투: 대확장 전쟁 당시 만들어진 모습을 감춰주는 감투. 특수하게 제작된 3개는 온도까지 감출 수 있다.
- 철의 대화: 레콘들이 거는 일종의 결투. 철의 대화가 시작되면 서로 대화할 수 없고 오직 무기로써 의견 차이를 해소한다. 한쪽이 죽어야 끝난다.
- 소화차: 화재 진압 혹은 레콘 견제를 위해 만들어진 마차.
- 환상계단: 하늘치 주변에서 사용할 수 있는 상상력의 계단. 상상한 자신 이외의 사람에게는 보이지도 영향을 끼치지도 않는다.
- 천경비록: 하늘치의 비밀이 담겨있는 책. 라수 규리하가 집필했지만 독자를 고려한 책이 아니어서 해석이 힘들다.
- 제왕병자: 스스로가 왕에 적합하다고 생각하며 동시에 왕이 되고자하는 사람을 일컫는 말. 제왕병이라는 말에는 왕이 되고자하는 것을 병이라고 비꼬는 의미가 담겨져 있다. 제왕병은 오로지 인간에게서 나타나며 도깨비, 나가, 레콘 사이에서는 나타나지 않는다.

## 단체
- 유료도로당: 도로를 만들고 그것을 관리하며 여행자들에게 엄격한 요금을 징수하는 단체. 요금을 내지 않을 경우 국가와의 전쟁도 불사한다. 산양 애호가들이다.
- 자유무역당: 제국 곳곳에 지부를 가지고 있는 상인 집단이다. 그들의 모든 행동은 이문을 남기기 위해서이다.
- 헨로 중대: 니어엘 헨로의 독립중대. 그들의 업적 덕분에 식인 부위라던가 까는 릿폴 등 특이한 별명을 가지게 된 부위들이 있다. 니어엘에게 아기살 사격을 배웠다.
- 사라티본 부대: 락토 빌파의 회심의 비밀계획으로 만들어진 일만여 명의 레콘 부대. 힌치오와 팔리탐이 이끌고 있다. 최후의 대장간에서 만들어진 규격화된 무기와 방어구를 얻어 더욱 강해진다. 하늘누리의 방수로 인해 그 수가 매우 줄었으나, 그럼에도 불구하고 레콘 여단을 제외하고는 제국최고 전력이다.